# Ketompen
Ketompen is een bestuurslaag in het regentschap Probolinggo van de provincie Oost-Java, Indonesië. Ketompen telt 3525 inwoners (volkstelling 2010).